# Tandilia plectistriga
Tandilia plectistriga là một loài bướm đêm trong họ Noctuidae.